# Albatani
Abu'Abdalah Mohamed ibn Džabir ibn-Sinan al-Raki al-Harani as-Sabi' Albatani (latinsko Albategnius, Albatenius, Albategnus, Albategni), arabski (haranski psevdo-sabejski) astronom in matematik, * 850, Haran (antično Carrhae), ali blizu Harana, (Battani, Irak), † 929, blizu Samare.

## Življenje in delo
Njegovo prvo ime kaže, da se je spreobrnil v islam. Bil je največji astronom svoje narodnosti in svojega časa ter eden od največjih arabskih astronomov sploh. Deloval in opazoval je več kot 40 let od leta 877 v Raki (Ar Raqqah, ar-Raqqah), Sirija in Damasku.

### Matematika
Imel je tabele kotangensov za vsako stopinjo (umbra extensa), kakor tudi preko neke astronomske naloge kot prvi 1. kosinusni izrek za stranice za sferni poševnokotni trikotnik:
{\displaystyle \cos a=\cos b\,\cos c+\sin b\,\sin c\,\cos \alpha \!\,.}
V matematiko je uvedel uporabo sinusa, verjetno neodvisno od Aryabhate I. Njegovo delo nam kaže, da arabski pisci niso samo prepisovali, ampak so tudi sami prispevali nove rezultate, ker so dobro obvladali tako grške kot tudi vzhodnjaške metode. Našel je več trigonometričnih izrazov, kot so:
{\displaystyle \mathrm {tg} \,a={\frac {\sin a}{\cos a}}\!\,,}
{\displaystyle \sec a={\sqrt {1+\mathrm {tg} ^{2}\,a}}\!\,.}
Rešil je tudi enačbo sin x = a cos x in odkril enačbo:
{\displaystyle \sin x={\frac {a}{\sqrt {1+a^{2}}}}\!\,,}
ki je aproksimacija sinusa okrog točke 0. Podal je tudi druge trigonometrične formule, kot je na primer:
{\displaystyle n\sin a=m\sin(90^{\circ }-a)\!\,,}
Uporabil je al-Marvazijeve zamisli o tangentah (»sencah«) in z njimi razvil enačbe za izračun tangensov in kotangensov, ter z njimi izdelal tabele. Veliko je prispeval v sferno trigonometrijo.

### Astronomija
Njegova slava počiva na njegovemu izvirnem delu iz astronomije, saj se sam ni ukvarjal s prevajanjem. Na mnogo mestih je presegel Ptolemeja. Po njem so kaldejski astronomi imeli oceno siderskega leta 365d 6h 11m (napaka 110s) in naj bi ga že razlikovali od tropskega. Navajal je, da je v stari Perziji obstajal cikel v zvezdnem koledarju s 43.830 dnevi. Povprečna dolžina let je bila 365,25 dneva. Leta so trajala 365 dni, razen vsake 120., ki je imela dodatni mesec s 30. dnevi. Sistematska napaka takšnega koledarja je -9 minut na leto.
Napisal je delo Opus Astronomicum. Njegovo astronomsko delo so leta 1537 zbrali v delu Gibanje zvezd (O gibanju zvezd) (De Motu Stellarum). Delo, ki ga je v slabo latinščino prevedel Platon Tiburtin in potolmačil Regiomontan, je objavil Melanchthon. Ponatis je izšel leta 1645 v Bologni. Izvirni rokopis hranijo v Vatikanu.
Albatani je ponovno določil naklon ekliptike, nove vrednosti za precesijo ekvinokcijev, dolžino leta in izdelal zvezdni katalog, ter uredil znamenite astronomske tabele Sabejske tabele (Kitāb al-Zīdž ali al-Zīdž al-Sābī). S tem je izboljšal Ptolemejeve meritve. Izboljšal je preračune Lunine poti in nekaterih drugih planetov. Dokazal je možnost nekaterih letnih Sončevih mrkov in izdelal izvirne teorije o določevanju vidljivosti mlade Lune. Njegov kompendij astronomskih tablic so prevedli v latinščino leta 1116, v 13. stoletju pa v španščino. Njegove astronomske tablice Zidž iz leta 900 je okoli leta 1140 prevedel v latinščino tudi Platon Tiburtin.

## Priznanja

### Poimenovanja
Po njem se imenuje krater Albatani (Albategnius) na Luni.